# Marian Olejnik
Marian Zygmunt Olejnik (ur. 26 sierpnia 1928 w Katowicach, zm. 25 czerwca 1985 w Bytomiu) – polski piłkarz grający na pozycji napastnika.

## Kariera sportowa
Karierę rozpoczął w Kolejarzu Katowice, w którym grał do 1948. W latach 1949–1953 był zawodnikiem Legii Warszawa. W stołecznym klubie zadebiutował 3 lipca 1949 z AKS Chorzów, a ostatni mecz rozegrał 1 listopada 1953 (rywalem była Odra Opole). W 1954 reprezentował Górnik Radlin, a od 1955 do 1962 grał w Górniku Zabrze. Po odejściu Antoniego Franosza z zabrzańskiego klubu został jego kapitanem. W 1962 przez krótki czas był zawodnikiem Sośnicy Gliwice, a następnie zakończył karierę.
Był pierwszym zawodnikiem Górnika Zabrze, który rozegrał ponad 100 pierwszoligowych meczów dla tego klubu.
Oprócz piłki nożnej, Olejnik uprawiał także na poziomie ligowym hokej na lodzie w Siemianowiczance Siemianowice Śląskie i piłkę ręczną w Spójni-Sparcie Katowice.

## Losy po zakończeniu kariery
Po zakończeniu kariery był asystentem Ferenca Farsanga, Władysława Giergiela i Gézy Kalocsaya, gdy trenowali oni Górnika Zabrze. Następnie został kierownikiem drużyny, którym był do śmierci.

## Śmierć i pogrzeb
Olejnik zmarł 25 czerwca 1985. Został pochowany na cmentarzu parafii św. Andrzeja w Zabrzu.